# 湯應科
湯應科（1524年—？），字體良，號五山，福建漳州府龍溪縣軍籍漳浦縣人，明朝政治人物。

## 生平
乙卯科（1555年）福建鄉試第八十二名舉人。嘉靖三十五年（1556年）中式丙辰科三甲第一百七十九名進士。都察院观政，授广东番禺县知县，四十年升户部主事，四十五年復除工部主事，隆慶二年升员外，升虞衡司郎中，万历四年（1576年）四月官至云南副使。

## 家族
曾祖湯崇質；祖父湯洪，歲貢生；父湯丕俊，贈工部主事；母黃氏，封太安人。兄汤体颐。